# Schnarup-Thumby
Schnarup-Thumby (duń. Snabdrup-Tumby) – miejscowość i gmina w Niemczech w kraju związkowym Szlezwik-Holsztyn, w powiecie Schleswig-Flensburg, wchodzi w skład urzędu Mittelangeln.